# Кальдерон, Джордж

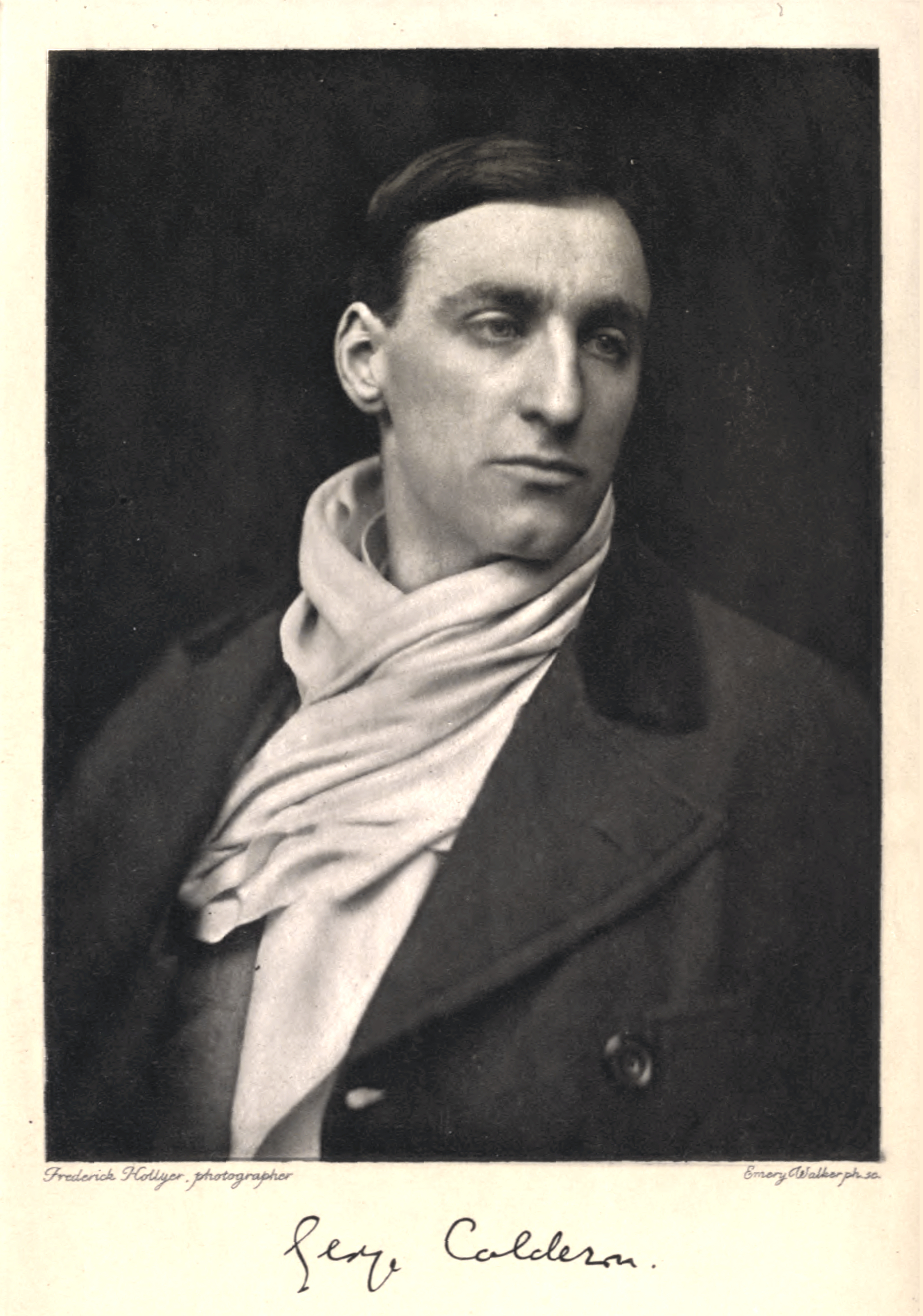
Джордж Кальдерон

Джордж Лесли Кальдерон (англ. George Leslie Calderon) (2 декабря 1868 — 4 июня 1915, Галлиполи ?) — английский драматург и литературовед, юрист, лингвист, этнограф и художник; один из первых исследователей и пропагандистов творчества А. П. Чехова.

## Биография
Джордж Кальдерон — пятый сын известного английского художника баско-испанского происхождения, живописца близкого к кругу прерафаэлитов Филипа Гермогена Кальдерона (англ. Philip Hermogenes Calderon, RA; 1833—1898), члена Королевской Академии художеств; чья жена, Клара (урождённая Стори — англ. Clara Storey), мать Джорджа, была сестрой художника Джорджа А. Стори (англ. George Adolphus Storey, RA), портретиста, мастера жанровой живописи, иллюстратора, также члена Королевской Академии художеств.
- 1882—1893 — учёба в школе Рагби и в Тринити-колледже в Оксфорде;
- 1894 — принят в Ассоциацию адвокатов;
- 1895—1897 — учёба и стажировка в Санкт-Петербурге;

Ещё во время учёбы в Оксфорде, в один прекрасный день, на фоне других привлекавших его тем, он обнаруживает в себе большой интерес к России, которая в это время зачастую оказывалась вне сферы внимания его коллег — современная ему русская литература и драматургия становится основной областью его исследований. И они уже имели определённое развитие к тому моменту, когда в 1895 году он прибыл Санкт-Петербург, где в течение двух лет был поглощён опытом постижения и углублённого изучения всех проявлений русского менталитета и всех сторон русской жизни.
- 1900—1903 — сотрудник библиотеки Британского музея;
- 1900 — женитьба на Кэтрин (урождённой Гамильтон), вдове Арчибальда Рипли;
- 1906 — посетил Таити;

### Tihoti
Я не могу больше сокрушаться, когда я вижу распад французского правительства, как я не мог скорбеть, когда прочёл о кончине английской нонконформистской миссионерской тирании, которая тому предшествовала. В свою пору они уничтожили странным и непостижимым образом жизни, которые Бог по каким-то причинам допускает на этих островах с незапамятных дней; разрушение традиций, языка, музыки и поэзии островитян; изнурение их непосильным трудом и обучение торговле в борделях; — и вот пустые громкие слова: la mission civilisatrice de l’Europe (миссия цивилизации Европы), la glorie de la France (слава Франции), l’amour de Jesus Christ (любовь Иисуса Христа). Почему Европа уверена, что она идёт во имя славы — о какой славе здесь может быть речь? Зачем говорить о egalité и fraternité (равенстве и братстве), когда всё, что мы можем вам предложить — это только paternite and inegalité (отцовство и угнетение)? — George Calderon. Tahiti by Tihoti (1906)

## Публикации и постановки
- The Adventures Of Downy V. Green: Rhodes Scholar At Oxford (1902);
- Dwala, A Romance. London.: Smith, Elder, & Co., 1904 (Prehistoric man in modern society; missing link from Borneo becomes prime minister of England) — сатирический роман: доисторический человек в современном обществе; «недостающее звено» с Борнео становится премьер-министром Англии);

### Пьесы
- Hankin, St John & Calderon, George. Thompson: A Comedy in Three Acts,  London: Martin Secker, 1913
- The Little Stone House: A Play in One Act; Sidgwick & Jackson Ltd, London, 1913 — Маленький каменный дом (пьеса, сюжет из русской жизни; 1913);
- The Fountain, Repertory Plays No. 2 (reprinted 1914) — Repertory Theatre. Repertory Plays. Gowans & Gray. 1911. — Фонтан (пьеса, 1911);
- The Maharani of Arakan: A Romantic Comedy in One Act Founded on the Story of Sir Rabindranath Tagore, F. Griffiths, London, 1915 — Махарани Аракан. Драматизированна версия рассказа Рабиндраната Тагора

### Критика и публицистика
- G. L. Calderon. Wrong Tolstoi. // Living Age.  27 — June 29, 1901;
- George Calderon. The Russian stage (Sologoub) // Quarterly Review.  33 — July 6, 1912
- George Calderon. Woman in Relation to the State. London, Priory Press, 1908 (A Consideration of the Arguments Advanced for the Extension of the Parliamentary Suffrage to Women). London, Priory Press, 1908 — Женщина относительно государства. Рассмотрение доводов для продления парламентского избирательного права женщин.
- Кальдерон Д. Л. Правда о графе Льве Толстом. Перевод с английского К. П. Победоносцева статьи «The Wrong Tolstoi» из журнала «Monthly Review». М.: Синодальная типография, 1901

### Переводы
- Two Plays by Tchekhof: The Seagull [and] The Cherry Orchard, translation, introduction, and notes by George Calderon, Mitchell Kennerley, New York & London, 1912 — Две пьесы А. П. Чехова: «Чайка», «Вишнёвый сад»; перевод, предисловие и комментарии. 1912;
- Tolstoy, Ilya. Reminiscences of Tolstoy by His Son Count Ilya Tolstoy. Translated by George Calderon. London: Chapman & Hall, 1914.
- Reminiscences of Tolstoy by His Son Tolstoy, Count Ilya. Translated by George Calderon. The Century Co., New York, 1914 — Перевод воспоминаний графа Ильи Толстого (1914).
- «The Cherry Orchard» by Anton Tchekhov (translated by George Calderon) in «Chief Contemporary Dramatists» by Dickinson, Thomas H. (selects and edits), Houghton Mifflin & Co, 1915 — «Вишнёвый сад» А. П. Чехова (перевод Дж. Кальдерона) в сборнике Т. Дикинсона «Ведущие современные драматурги», 1915

### Посмертные издания
- Hankin, St John & Calderon, George Thompson: A Comedy in Three Acts. Boston: Four Seas Company, 1918
- Calderon, George (Tihoti). Tahiti. Grant Richards Limited, London, 1921 — Описание путешествия Тихоти (автора, 1921)
- Tahiti by Tihoti. NY: Harcourt, Brace, 1922;
- Восемь одноактных пьес (1922)
- Three plays and a pantomime (Revolt — The Fountain — Cromwell: Mall o' monks — Cinderella), Grant Richards lid., London, 1922 — Три пьесы и пантомима (1922)
- Calderon, George & Caine, William. The Brave Little Tailor, or Seven at a Blow. Harcourt Brace & Company, New York, 1923 — Храбрый портняжка или семерых одним ударом (соавтор — Уильям Кейн, 1923)
- The Fountain, A Comedy in three acts by George Calderon. Gowans & Gray LTD, 1925
- Two Plays by Anton Tchekhof; The Seagull; The Cherry Orchard (Travellers' Library). Translator George Calderon), Jonathan Cape, 1927
- Anton Tchekhof. Two Plays: The Seagul, The Cherry Orchard. Translated by George Calderon, Jonathan Cape, 1932
- Eight One-Act Plays (One-Act Plays in Reprint Series), Roth Pub, 1980 ISBN 0848620445
- Chayka: Komediya v chetyryokh deystviyakh (four-act) translation by George Calderon published as The Seagull, adapted by Robert Brustein, Ivan R. Dee, (Chicago, IL), 1992 ISBN 092958788X
- Tolstoy, Ilya. Reminiscences of Tolstoy. Translator George Calderon, University Press of the Pacific, 2001 ISBN 0-898-75332-5
- Vishnyovy Sad: Komediya v chetyryokh deystriyakh (four-act) translation by George Calderon published as The Cherry Orchard, adapted by Brustein, I. R. Dee, 1995;
- George Calderon. Tahiti. Kegan Paul, New Ed. 2002 ISBN 0-7103-0754-3
- Calderon, George. The Maharani Of Arakan: A Romantic Comedy In One Act Founded On The Story Of Sir Rabindranath Tagore. (1915). Kessinger Publishing, LLC, 2008 ISBN 0548877297 ISBN 9780548877296
- Tolstoy, Count Ilya: Reminiscences of Tolstoy. Translated by George Calderon, United States BiblioBazaar, 2006 ISBN 1426403119
- Calderon, George, Three Plays and a Pantomime (1922), Kessinger Publishing, LLC, 2007 ISBN 054879202X
- Calderon, George, Eight One-Act Plays (1922), Kessinger Publishing, LLC, 2007 ISBN 9780548724781
- Tolstoy, Ilya. Reminiscences of Tolstoy. Translator Calderon, George. Nuvision Publications, 2008 ISBN 1-595-47716-0
- Calderon, George. The Little Stone House: A Play In One Act (1913), Kessinger Publishing, LLC, 2009 ISBN 1-104-31418-5
- Calderon, George, The Little Stone House, a Play in One Act, BiblioLife, 2009 ISBN 1-113-28182-0
- Calderon, George. The Adventures Of Downy V. Green: Rhodes Scholar At Oxford (1902), Kessinger Publishing, LLC, 2009 ISBN 1-104-47690-8

### Спектакли
- Фонтан (1909),
- Маленький каменный дом (Сценическое общество, 1911),
- Восстание (Манчестерский репертуарный театр, 1912),
- Geminae (Малый театр, 1913),
- Томпсон (комедия в трёх актах, 1913),
- Махарани Аракан (Колизей, 1916).